# Équipe d'Arménie de hockey sur glace
L'équipe d'Arménie de hockey sur glace est la sélection nationale d'Arménie regroupant les meilleurs joueurs de hockey sur glace arméniens lors des compétitions internationales. L'équipe est sous la tutelle de la Fédération d'Arménie de hockey sur glace et n'est pas classée au classement IIHF en 2018. 

## Résultats

### Jeux olympiques
- 1920-2018 - Ne participe pas

### Championnats du monde
- 2004 - 5e de la Division III
- 2005 - 5e de la Division III
- 2006 - 3e de la Division III
- 2007 - Forfait
- 2008 - Suspendue [2]
- 2009 - Suspendue
- 2010 - Disqualifiée [3]
- 2011-2015 - Suspendue
- 2016-2023 - Ne participe pas

## Classement mondial
| Année       | Rang       | Points     | Progression |
| ----------- | ---------- | ---------- | ----------- |
| 2004        | 45         | 240        | -           |
| 2005        | 45         | 420        | ±0          |
| Mai 2006    | 45         | 580        | ±0          |
| 2007        | 45         | 390        | ±0          |
| 2008        | 48         | 200        | -3          |
| 2009        | 48         | 70         | ±0          |
| Fév. 2010   | 48         | 70         | ±0          |
| Mai 2010    | 49         | 0          | -1          |
| 2011 - 2018 | Non classé | Non classé | Non classé  |

## Équipe junior moins de 20 ans

### Championnats du monde junior
- 2006 - 5e de Division III
- 2007 - 4e de Division III
- 2008-2009 - Suspendue
- 2007-2018 - Ne participe pas

## Équipe junior moins de 18 ans

### Championnats du monde moins de 18 ans
- 2005 - 3e de la Qualification en Division III
- 2008 - 5e de la Division III, Groupe B